# Том Тілліс
Томас Роланд «Том» Тілліс (англ. Thomas Roland «Thom» Tillis; нар. 30 серпня 1960, Джексонвілл, Флорида) — американський політик-республіканець, представляє штат Північна Кароліна у Сенаті США з січня 2015 року. Представляє Сенат у Комісії з питань безпеки та співробітництва в Європі.
Здобув освіту в Університетському коледжі Університету штату Меріленд (1997). Працював консультантом з питань управління у PricewaterhouseCoopers. Член міської ради Корнеліуса з 2003 до 2005, з 2007 до 2015 року він входив до Палати представників Північної Кароліни (спікер Палати у 2011–2015).
Одружений, має двох дітей.